# Cryptolepis sizenandii
Cryptolepis sizenandii là một loài thực vật có hoa trong họ La bố ma. Loài này được Rolfe mô tả khoa học đầu tiên năm 1893.